# 雙魚座 A
雙魚座 A（Psc A）是屬於空洞星系的一個矮星系。它位於本地空洞內，在雙魚座的方向上，鄰近雙魚座 B，距離地球1,840萬光年（564萬秒差距）。這個星系是WIYN Observatory發現的。大約在1億年前，這個星系開始從空洞向外移動，並且進入本地細絲區和稠密的氣態環境。這引發了恆星形成率的倍增。

## 進階讀物
- Carignan, C; Libert, Y; Lucero, D. M; Randriamampandry, T. H; Jarrett, T. H; Oosterloo, T. A; Tollerud, E. J. . Astronomy & Astrophysics. 2016, 587: L3. Bibcode:2016A&A...587L...3C. arXiv:1601.00494 . doi:10.1051/0004-6361/201527910.